# Piramide di Amenemhat II
Il complesso piramidale di Amenemhat II, più noto col nome comune di piramide bianca, venne edificato per la sepoltura di Amenemhat II a Dahshur (in arabo  دهشور ‎?, Dahshūr), più precisamente tra le due piramidi di Snefru.
Resta una delle sepolture più interessanti per la sua architettura di forma rettangolare allungata e per l'orientamento est-ovest, anche se il complesso è stato solo sommariamente studiato da Jacques de Morgan negli anni 1894 e 1895; oggi ne restano scarsissimi resti, poiché depredato del bianco calcare fino alla completa demolizione, dalle vicine popolazioni locali.
Un'investigazione su larga scala dell'intero complesso non è ancora stata effettuata.

## Descrizione
Il complesso piramidale nella sua interezza si chiamava "Il Sekhem di Amenemhat", ed è uno dei più piccoli complessi funerari costruiti, in estremo contrasto con la floridezza e la lunga durata del regno del titolare.
La costruzione del complesso iniziò nel V anno, nel IV mese di akhet del regno del sovrano, che ripristinò l'antica necropoli. Alla sua edificazione presero parte anche prigionieri di guerra asiatici.
Il peribolo (il cortile perimetrale che delimita il complesso) appare di forma rettangolare ed estremamente allungato, con le dimensioni di circa 220 per 100 metri. De Morgan, pur eseguendo delle planimetrie, lo esaminò in modo sommario; molto tempo dopo Dieter Arnold descrisse la facciata esterna del muro a sporgenze e rientranze, molto simile alla cosiddetta facciata di palazzo.
La piramide divideva il temenos in due cortili di diverse dimensioni oggi difficilmente individuabili, così come non sono state individuate né la piramide accessoria né il tempio funerario anche se la presenza di numerosi frammenti in pietra e di una tavola delle offerte ne lascia presupporre l'esistenza, così come la presenza di fregi frammentati nel grande cortile est lascia ragionevolmente dedurre l'antica esistenza di un tempio cultuale.

### La piramide
Era chiamata "la piramide possente di Amenemhat" e De Morgan che la esplorò, la denominò "mastaba bianca". Tutte le tracce sono oggi sepolte sotto la sabbia per il grave stato di abbandono in cui versa il complesso piramidale, quindi le notizie conosciute sono quelle che provengono dalla documentazione di De Morgan.
Ha sempre suscitato interesse presso gli studiosi il mistero della completa distruzione della piramide, dovuto forse a cedimenti strutturali con conseguenti crolli ed asportazione dei materiali di rivestimento già nel Medio Regno ad opera degli abitanti dei villaggi vicini al complesso funerario, che finirono per usarlo come cava di facile utilizzo.
Dell'edificio oggi non rimane che un cumulo di detriti, oltre che ai pochi resti della copertura in pietra calcarea ancora in sito (ai quali si deve il nome comune di piramide bianca), e le lastre di fondazione che delimitano una base quadrata costituente la copertura della camera funeraria.
La struttura della piramide era "stellata", similmente a quelle dei diretti predecessori del titolare; muri di sostegno in pietra calcarea si irradiavano dal centro, mentre gli spazi vuoti tra di essi vennero semplicemente colmati di sabbia. La quasi totale assenza del calcare di rivestimento non permette di stabilire l'angolo di inclinazione delle facce della piramide e, di conseguenza, nemmeno di stimarne l'altezza, mentre la base avrebbe dovuto essere di circa 50 metri.

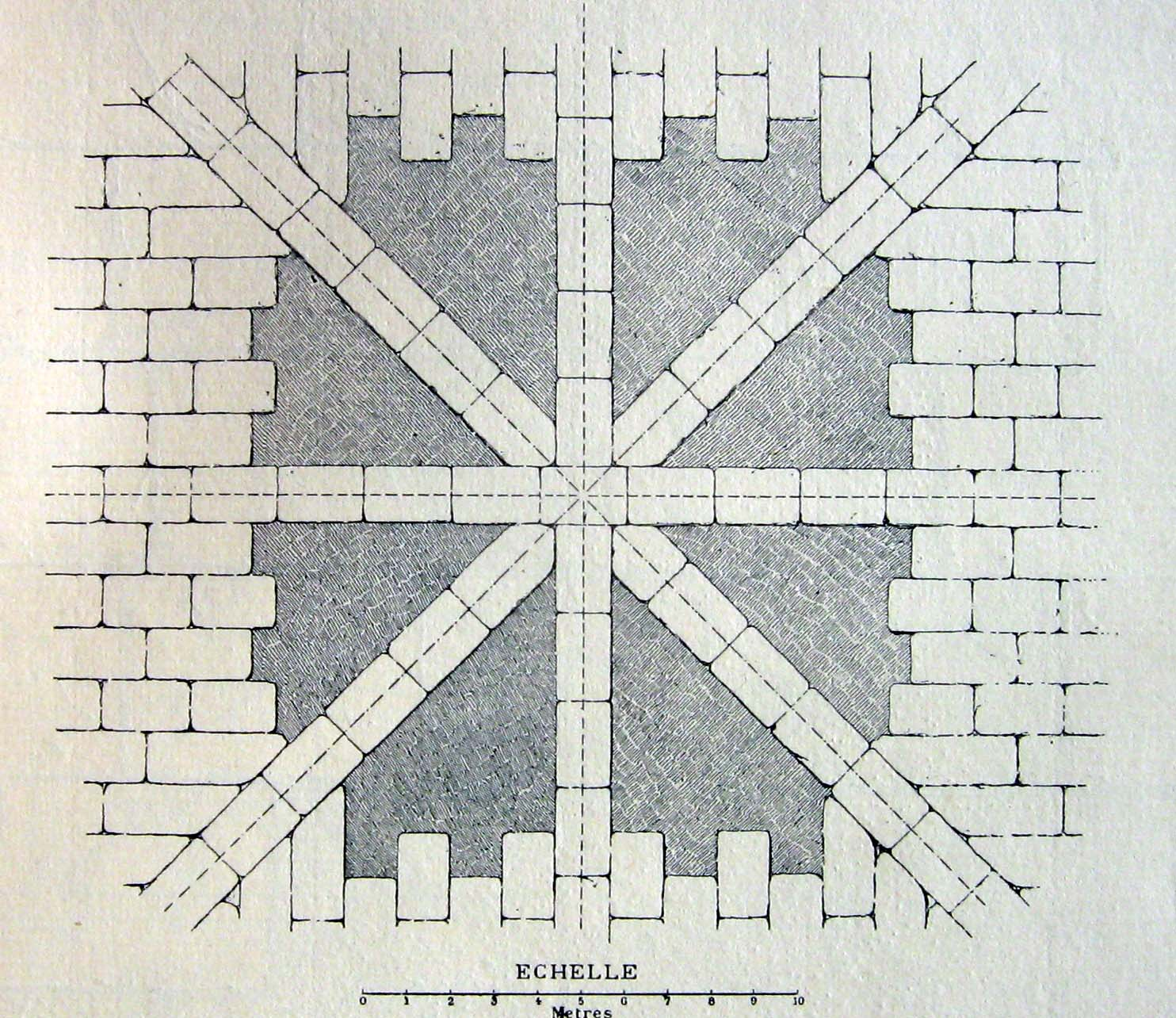
Base ripartita in otto settori per presenza di nervature, disegno originale di De Morgan
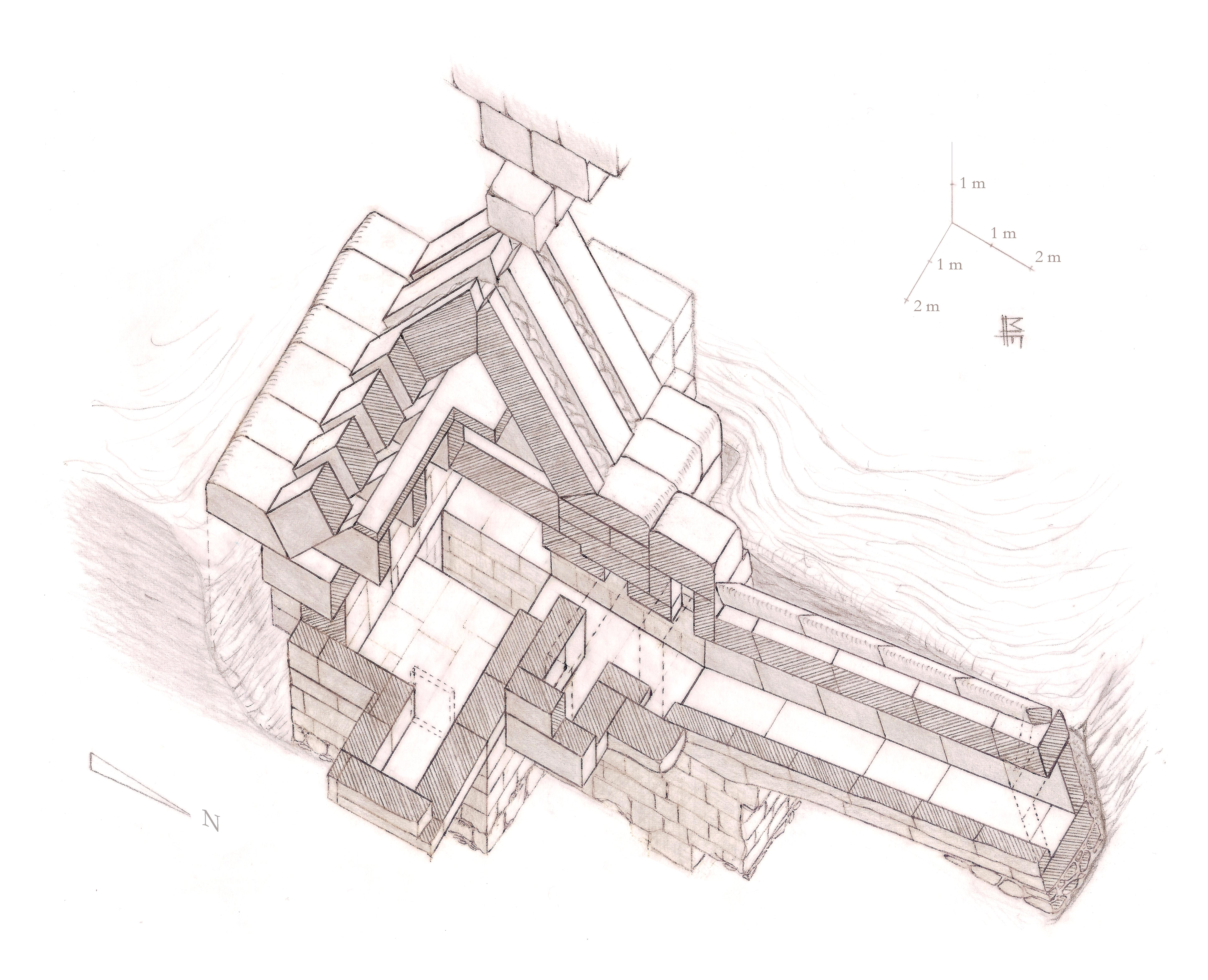
Planimetria appartamenti funerari e copertura
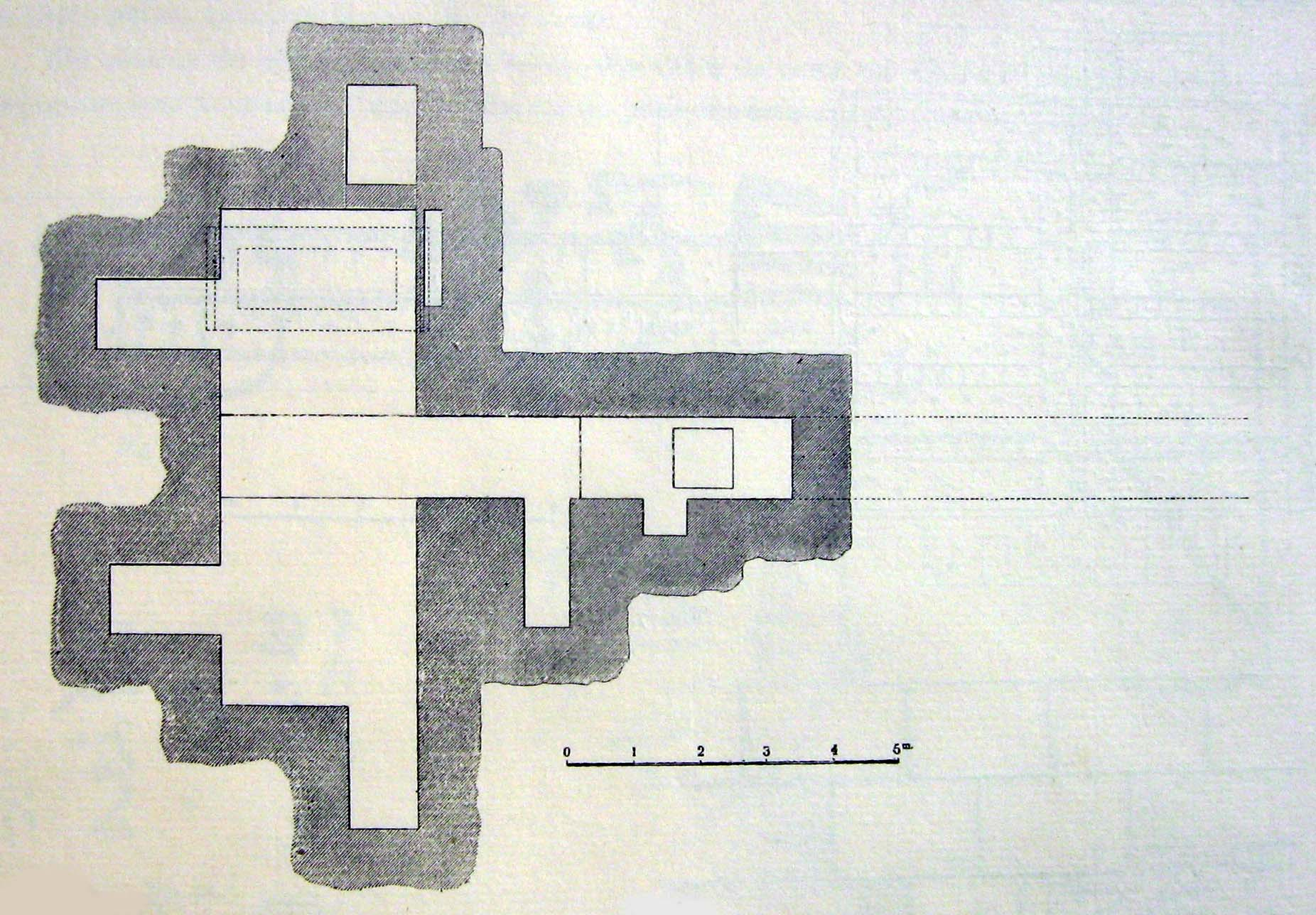
Planimetria appartamenti funerari su disegno originale di De Morgan
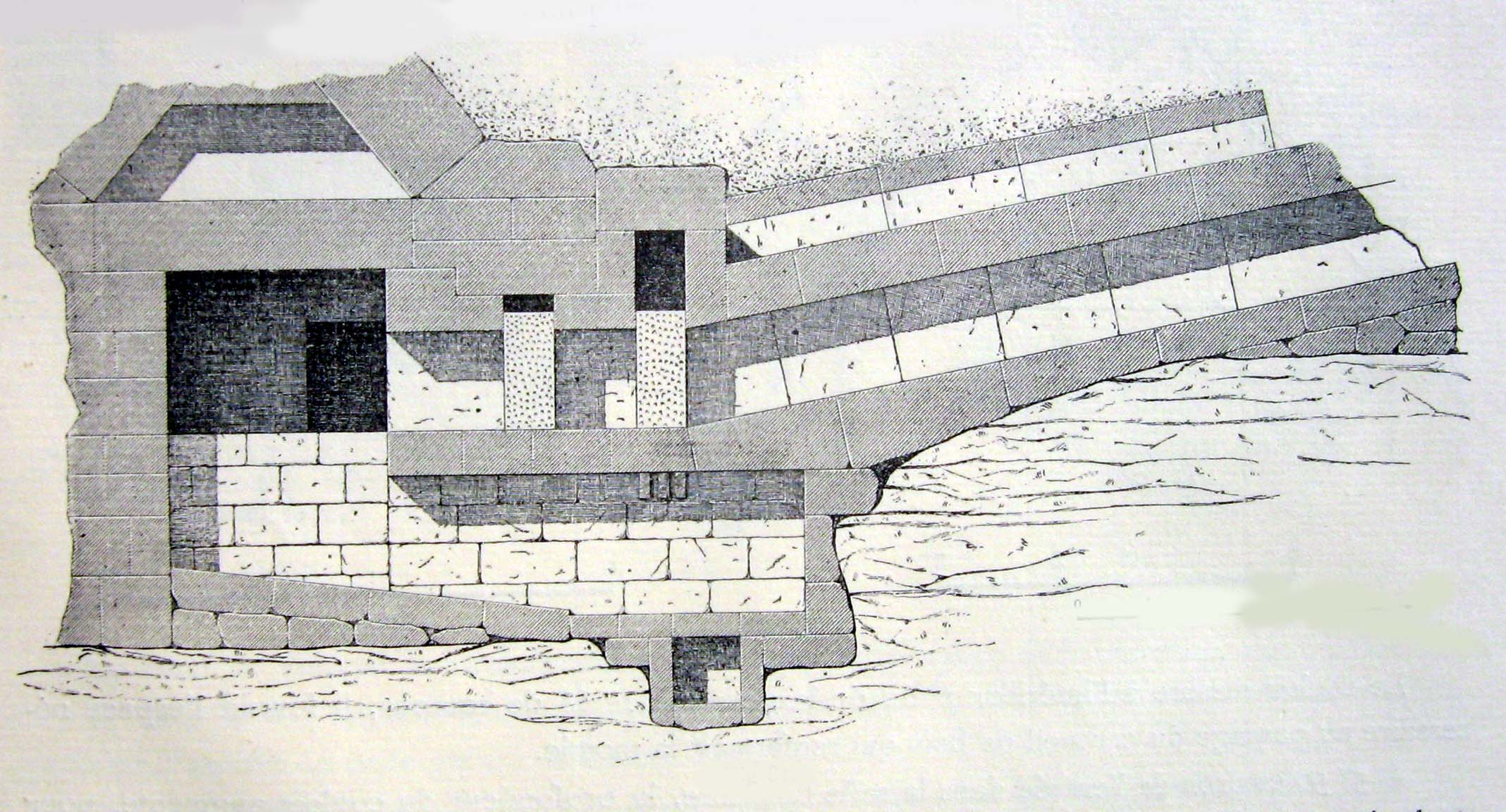
Sezione appartamenti funerari con galleria discendente e due saracinesche in granito spesse 60 cm, una a scorrimento laterale e l'altra verticale. Disegno originale di De Morgan.

### Camera sepolcrale
Come documentato da De Morgan, l'ingresso alla camera sepolcrale si trova sulla parete nord e si apre su di una galleria discendente lunga circa 40 metri, con pendenza di 15° e con il soffitto a V rovesciata ("falsa volta" per disperdere il sovraccarico della struttura), con al termine un corridoio orizzontale dotato di due saracinesche (figura 4) in granito.
La camera funeraria è l'ultima costruita con le caratteristiche dell'Antico Regno, ossia ubicata al centro della base della piramide e con l'orientamento nord-sud. Questa risulta estremamente articolata, con quattro magazzini posizionati due sulla parete sud e due sulle pareti est ed ovest (figura 3), e con un pozzo.
La copertura della camera è molto simile a quella della piramide di Cheope e presenta otto travi orizzontali che formano 4 spazi allineati (figura 6) verosimilmente come "camere di scarico" mentre sopra le travi vi è un ulteriore vano triangolare (figura 5, 7) con il soffitto costituito da 5 coppie di travi spioventi (figura 2).
I magazzini erano chiusi con un muro intonacato, ancora presente in quello ad ovest (figura 3) ed il cui scopo era quello di celarne la presenza mentre dal pozzo si accede nella sottostruttura (figura 6) che conteneva la nicchia con i vasi canopi.
Il sarcofago, in arenaria, era inserito nelle murature interne e più che un sarcofago è da considerarsi un "vano" con le dimensioni di circa 2 per 1 metri con un'altezza di 1 metro. Non essendo stati rinvenuti reperti di alcun tipo, non è possibile affermare che il sovrano Amenemhat II sia stato sepolto in questa piramide.

### Tombe
Nel cortile ovest vi sono quattro sepolture dell'Antico Regno di cui ci sono pervenute pochissime notizie e tre tombe dei familiari del sovrano che in carenza di sovrastrutture sono da considerarsi di tipo ipogeo, anche se vengono erroneamente denominate "Mastabe occidentali".
Si presentano internamente molto simili tra di loro sia per la forma rettangolare sia per la presenza di lastre di calcare come parete divisoria per le sepolture. Simili sono anche i grandi sarcofagi di ottima pietra ben lavorata, che occupando quasi tutto lo spazio disponibile contenevano le casse in legno riccamente decorate con, nel loro interno, le mummie provviste di ricchi monili ed alcuni oggetti rituali. Vi è inoltre un'altra camera con la funzione di deposito delle offerte e dei vasi canopi.
La tomba più a nord che venne ritrovata inviolata era delle principesse Itit e Khnumit, figlie di Amenemhat II, delle quali fu ritrovato il corredo funerario composto da monili di finissima fattura.

Quella più vicina alla piramide era destinata alla regina Keminub e ad un nobile cortigiano chiamato Amenhopet, forse suo figlio. Questa sepoltura fu ritrovata violata e depredata sicuramente già nell'antichità.

L'ultima tomba, la più esterna delle due parallele, ritrovata intatta, era delle principesse Sitmernut e Itawert, anch'esse figlie di Amenemhat II. Risulta costruita affrettatamente e con minor cura, molto probabilmente perché il sovrano era già deceduto e quindi non più indispensabile nell'allestimento del complesso funerario.

### Pilone e rampa processionale
Al termine della rampa processionale, poste lateralmente all'entrata, vi sono due massicce murature eseguite in mattoni crudi con rivestimento in pietra, resti precursori di quello che sarà il pilone, maggiore caratteristica architettonica dei templi del Nuovo Regno.
Oltrepassati il pilone e l'entrata, in direzione est, un'evidente depressione del suolo rivela l'esistenza di una rampa processionale, larga circa 20 metri e della notevole lunghezza di circa 800 metri.

Le poche tracce esistenti indicano che questa rampa era delimitata lateralmente da muri, aveva pavimentazione in pietra e doveva terminare inequivocabilmente in un tempio a valle, peraltro mai ricercato.

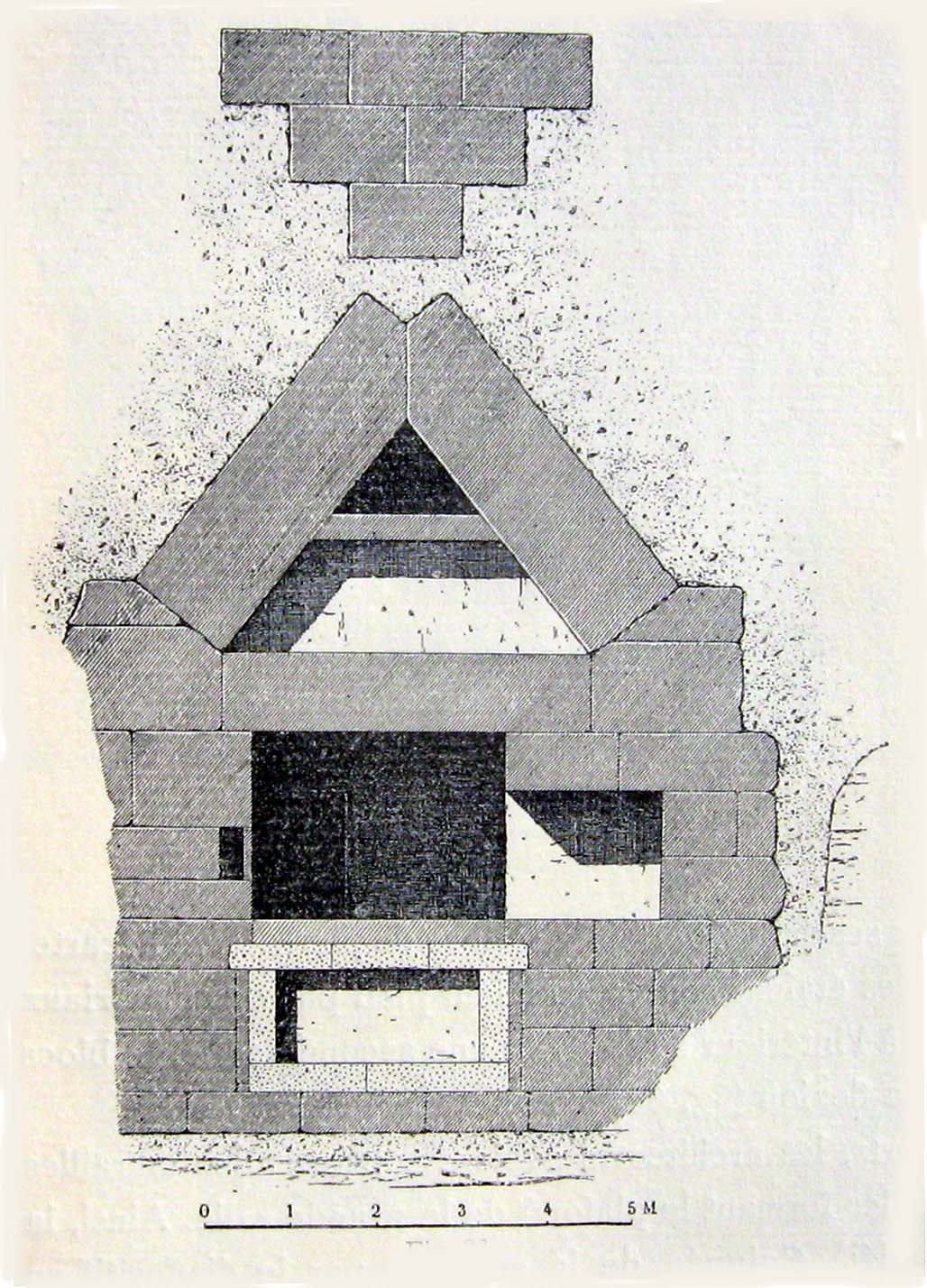
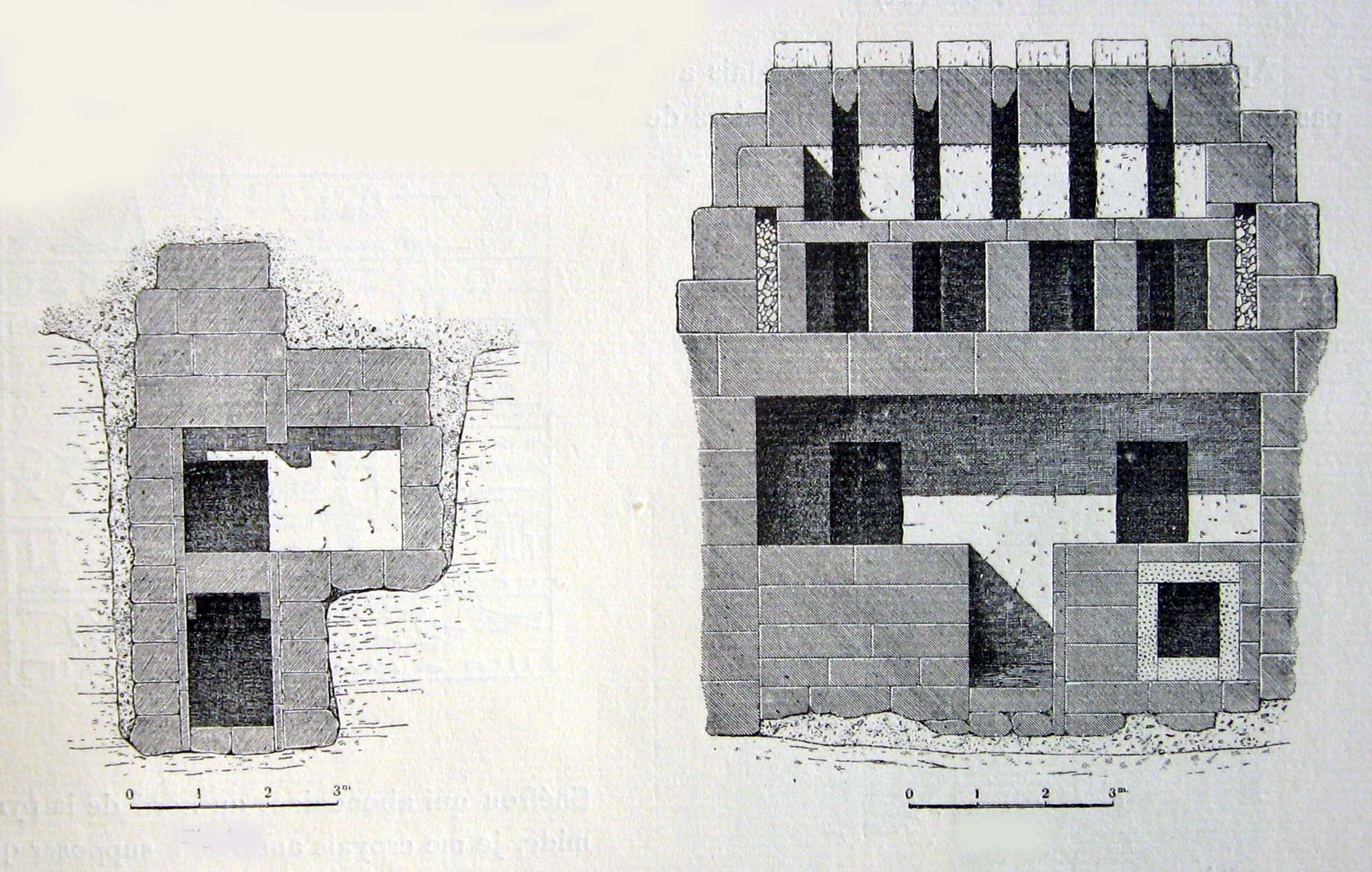
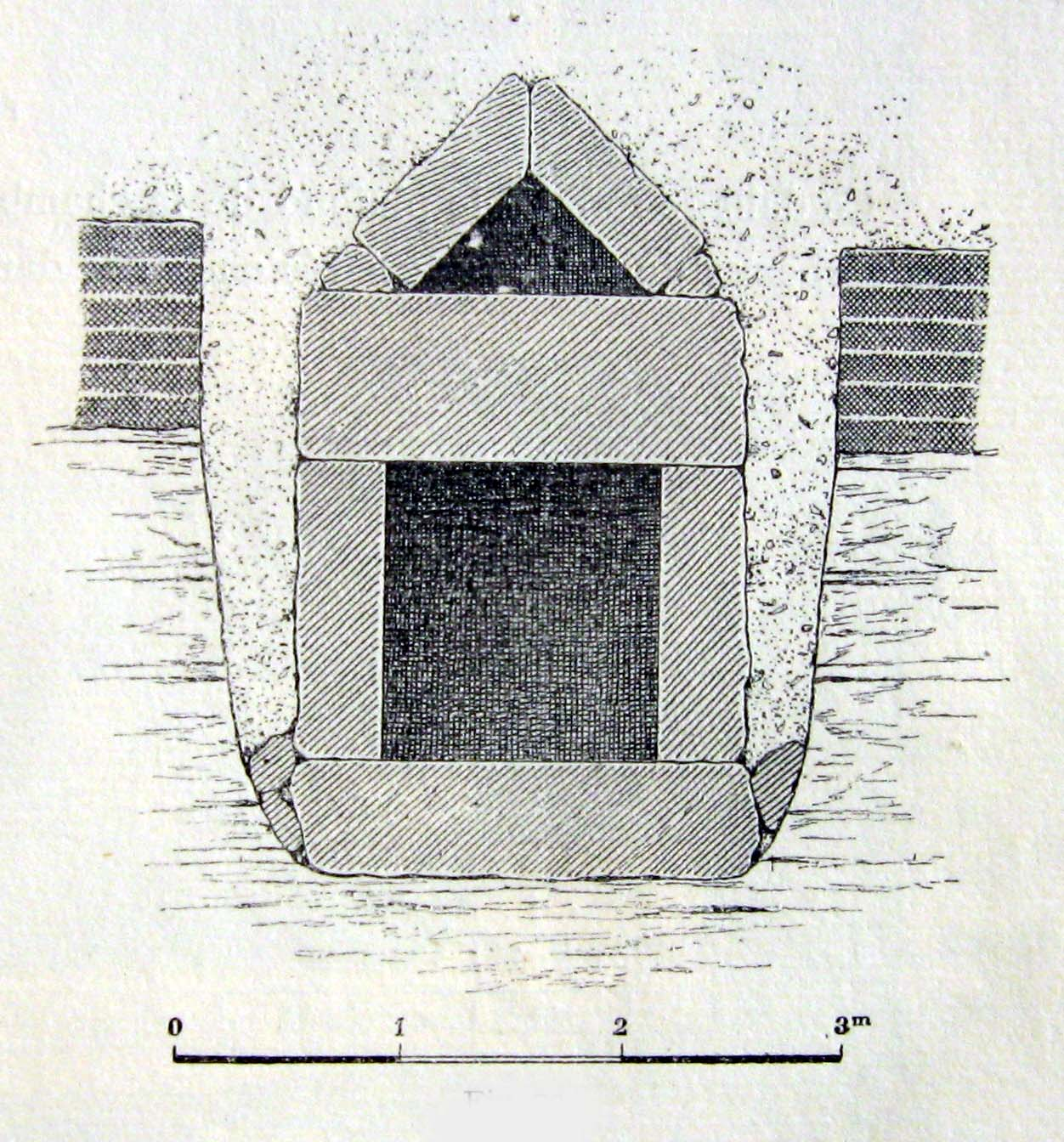